# 杰出服役十字勋章 (美国)
杰出服役十字勋章（英語：Distinguished Service Cross），是美国陆军成员能被授予的第二高等级的勋章。杰出服役十字勋章授予给那些在战斗中作出了极度的英勇行为，但不足以颁发荣誉勋章的美国陆军人员。杰出服役十字勋章相当于海军的海军十字勋章（可授予海军、海军陆战队和海岸警卫队人员）和美国空军的空军十字勋章。
杰出服役十字勋章于第一次世界大战期间首次颁发，并且追授给了第一次世界大战之前的一些因英勇行为而获得Certificate of Merit的个人。在杰出服役十字勋章出现之前，Certificate of Merit是陆军除了荣誉勋章之外唯一可颁发的奖励。其它的一些勋章则授予了参加美菲战争、墨西哥远征和义和团运动的人员。
相对授予给那些在服役期间作出杰出功绩的高级军官的杰出服役勋章，只有战斗中的英勇行为才能获得杰出服役十字勋章，且获得勋章的人必须在极大的危险中或者冒极大的个人危险，其行动必须非常突出于与其他同级别的、同经验的或同样责任的人的行动。

## 历史
第一次世界大战前，美军用于表彰英勇行为的勋章只有荣誉勋章一种，鉴于此种情况，美国欧洲远征军司令约翰·潘兴，建议效仿欧洲各国，设立新的用于表彰美国军队成员英勇行为的勋章。1917年12月28日，战争部长向美国总体提出了设立杰出服役十字勋章的请求，时任美国总统的伍德罗·威尔逊于1918年1月2日正式批准，并于1918年7月9日在国会通过（法案内容见美國法典第10编 § 第3742節）。1918年1月12日，战争部第6号令宣布正式设立杰出服务十字勋章。
最初的杰出服役十字勋章由宾夕法尼亚州费城的美国铸币局负责制造。模具由设计师艾马·安伯里二世的原样制成。在审核第一批制造出的勋章时，认为还需要做细部更改以增加勋章的美观程度。由于潘兴将军急需使用该勋章，共按原始式样制作了100枚杰出服役十字勋章。当改良的设计完成之后，更换了原始版的勋章，新版本对十字的设计进行了改正。
美国法典第10卷第3991条规定，获得杰出服役十字勋章且服役期超过20年的的士兵在退役后，退休金可增加10%。（美國法典第10编 § 第3991節）
杰出服役十字勋章佩戴时位于荣誉勋章之后，海军十字勋章、空军十字勋章之前。 英文版的说明是：杰出服役十字勋章是陆军的，和海军十字勋章，空军十字勋章，及陆战队十字勋章是同级的。

### 授予条件
“总统可将杰出服役十字勋章授予那些在下列行动中表现出了特别的勇敢，但不足以授予荣誉勋章的美国陆军的成员。
- 面对美国敌人时的行为
- 与敌对外国势力的军事行动
- 在友军中服役时，参与了友军与敌对势力（美国为非参战国）的武装冲突”

 — 《美国法典》第十部，第3742条：杰出服役十字勋章：授予

## 外观
勋章主体为青铜材质，高2英寸，宽1.81英寸。中央刻有一只被花环包围的老鹰，在鹰的下方有一纸卷，上刻有“为勇气”（FOR VALOR）字样。在勋章的反面，被花圈环绕着的中央留空，用以刻上受勋者的名字。
绶带宽35毫米（11/8英寸），中央为1英寸宽的皇室蓝条带，边缘则是细的白色和红色的条带。空军十字勋章的绶带也采用了类似的设计。

## 授予历史

### 第一次世界大战
在第一次世界大战期间，共向6185名军人授予了6309枚杰出服役十字勋章。其中数十名美国陆军士兵，8名美国海军陆战队成员和两名法国军官获得了两枚杰出服役十字勋章。少数飞行员更获得了三枚甚至更多的勋章。

### 两次世界大战之间
在第一次世界大战后的俄国内战中颁发了62枚。并为一战结束前美国参与的各种战争和武装冲突中的行为追授了132枚，包括北美印地安战争，美西战争，义和团运动和墨西哥边界冲突等。5名在1899年到1917年间因非战斗行为获得Certificate of Merit的士兵也被授予了杰出服役十字勋章。

### 第二次世界大战
在第二次世界大战中，共授予了约5000枚杰出服役十字勋章。其中陆军的范·弗里特少将和美国陆军航空队的约翰·C·梅耶中校各获得了三枚该勋章。

### 朝鲜战争
在朝鲜战争中共授予了800余枚，其中300枚以上为阵亡后追授。

### 越南战争
在越南战争中共授予1000枚以上，其中近400枚为阵亡后追授。

### 1975年至今
截至2013年3月，在伊拉克战争軍事行動中頒發13枚。截至2018年12月，頒發16枚給予參與持久自由军事行动的傑出表現軍人。美國陸軍中士David R. Halbruner 因2012年9月班加西事件中的傑出表現在2013年10月22日獲頒傑出服役十字勳章。

## 著名受勋者
- 克雷顿·艾布拉姆斯（2次），美国陆军，前美国陆军参谋长
- 瓦西里·崔可夫，苏联元帅
- 威廉·约瑟夫·多诺万，美国陆军，荣誉勋章获得者，“美国情报之父”
- 大卫·哈克沃思（2次），美国陆军
- 亚历山大·黑格，美国陆军，官至四星上将，并曾任美国国务卿
- 柯蒂斯·李梅，美国陆军航空队
- 道格拉斯·麦克阿瑟（3次），美国陆军，五星上将
- 乔治·巴顿（2次），美国陆军
- 乔治·史密斯·巴顿（2次），美国陆军
- 约翰·潘兴，美国陆军，大元帅
- 马修·李奇威（2次），美国陆军，朝鲜战争中任联合国军司令
- 小西奥多·罗斯福，美国陆军，西奥多·罗斯福之子，荣誉勋章获得者
- 约瑟夫·史迪威，美国陆军，盟军中国战区参谋长
- 馬克斯維爾·D·泰勒，美国陆军，诺曼底登陆时，第101空降师的指挥官
- 理查德·溫特斯，美国陆军，诺曼底登陆时任第101空降师506空降团E連连长